# Domaszew
Domaszew es un pueblo de Polonia, en Mazovia. Se encuentra en el distrito (Gmina) de Maciejowice, perteneciente al condado (Powiat) de Garwolin. Se encuentra aproximadamente a 6 km al noroeste de Maciejowice, 21 km al suroeste de Garwolin, y a 65 km al sureste de Varsovia. 
Entre 1975 y 1998 perteneció al voivodato de Siedlce.